# Šarūnas Vasiliauskas
Šarūnas Vasiliauskas (Kaunas, 27 marzo 1989) è un cestista lituano.

## Carriera
Con la Lituania ha disputato i Campionati mondiali del 2014.

## Palmarès

### Squadra
- Coppa di Romania: 1

CSO Voluntari: 2022
- Supercoppa polacca: 1

Trefl Sopot: 2013
- Lega Baltica: 1

Žalgiris Kaunas: 2009-10

### Individuale
- MVP Supercoppa polacca: 1

Trefl Sopot: 2013